# Călugărești, Alba
Călugărești este un sat în comuna Avram Iancu din județul Alba, Transilvania, România.